# Henk Dannenburg
Hendrik Johannes Jacobus (Henk) Dannenburg (Amsterdam, 1 mei 1918 – aldaar, 8 april 1986) was een Nederlandse beeldhouwer en medailleur.

## Leven en werk
Dannenburg volgde een opleiding aan het Amsterdamse Instituut voor Nijverheidsonderwijs en aan de Rijksakademie van beeldende kunsten. Hij studeerde beeldhouwkunst bij Jan Bronner, Piet Esser, Frits van Hall, Jaap Kaas en Hildo Krop. Zijn werk werd sterk beïnvloed door de Italiaanse beeldhouwers Marino Marini en Giacomo Manzù. Na de Tweede Wereldoorlog maakte Dannenburg, zoals zovele beeldhouwers, oorlogsmonumenten voor Amsterdam. Hij kreeg reuma, waardoor zijn carrière als monumentaal beeldhouwer werd afgebroken. Uiteindelijk invalide maakte hij nog slechts kleinere werken. Zo maakte hij penningen, medailles en plaquettes, onder anderen van Hildo Krop (1964) en Pieter Haverkamp (1961), alsmede de penningen ter gelegenheid van de Herdenking 80-jarige oorlog (1968) en Leeuw en lam (1964).
Dannenburg was van 1944 tot 1951 getrouwd met beeldhouwster Lies Maes. Dochters Saskia, Petra en Eveline werkten ook korter of langer in de kunstwereld.

## Werken (selectie)
- Monument aan de Nieuwe Passeerdersstraat (1952), Nieuwe Passeerdersstraat, Amsterdam
- PTT-monument (1947), reliëf, Singel, Amsterdam
- Phoenix Monument voor de gevallenen in Amsterdam-Noord (1951), eerst Mosveld; in de 21e eeuw verhuisd naar Kamperfoelieweg in Amsterdam-Noord
- Co-educatie[1] (1963), Akerstraat, Heerlen
- Ponyruiter (19??), Stroijenborchdreef, Utrecht
- Trapleuning met reliëfs, gemeentehuis aan de Brinklaan. Bussum
- Danseres (1977), Noordse Parklaan, Utrecht

## Fotogalerij

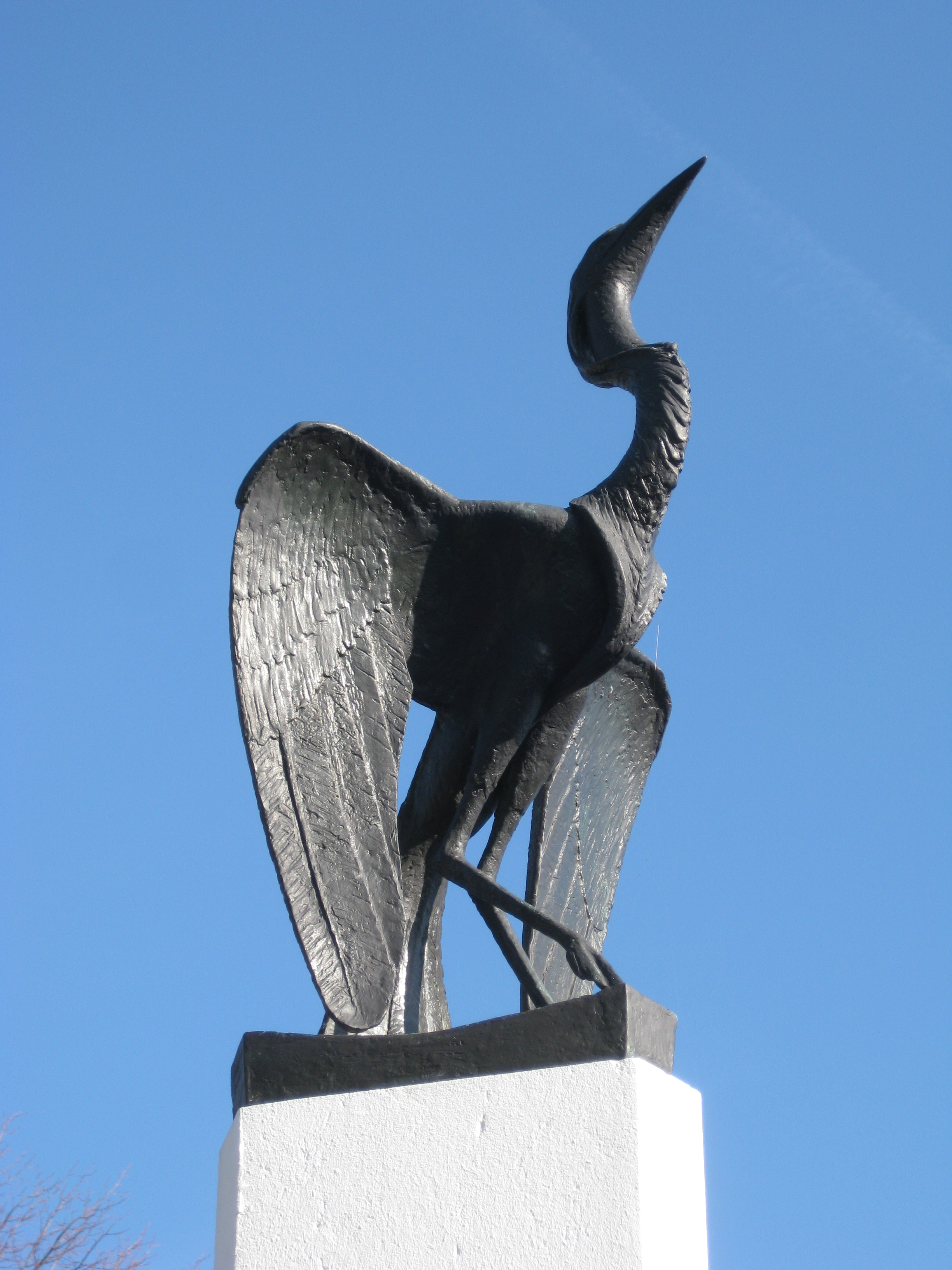
Phoenix Monument voor de gevallenen van Amsterdam-Noord (1951)
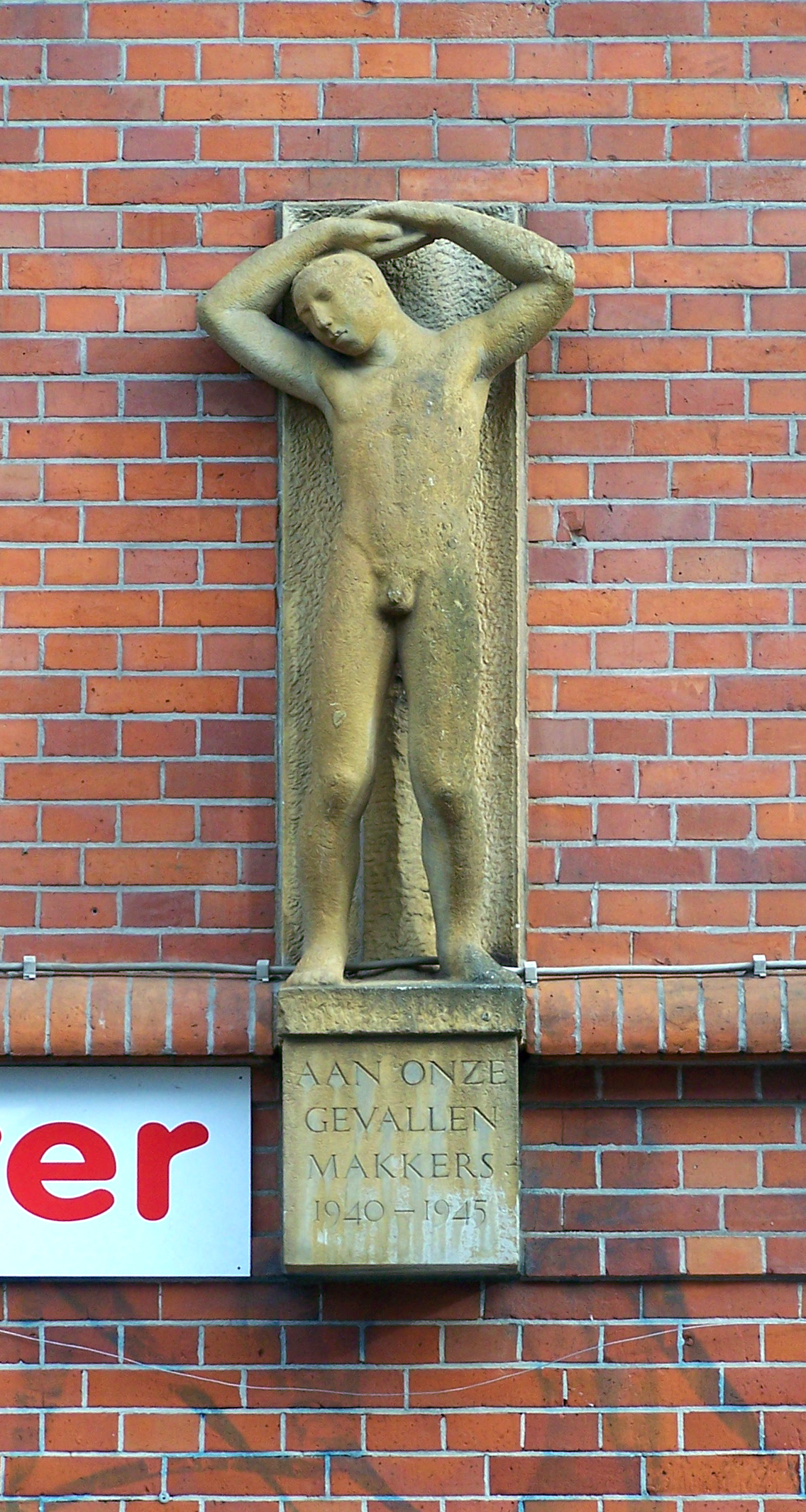
Oorlogsmonument (1952), Nieuwe Passeerdersstraat, Amsterdam
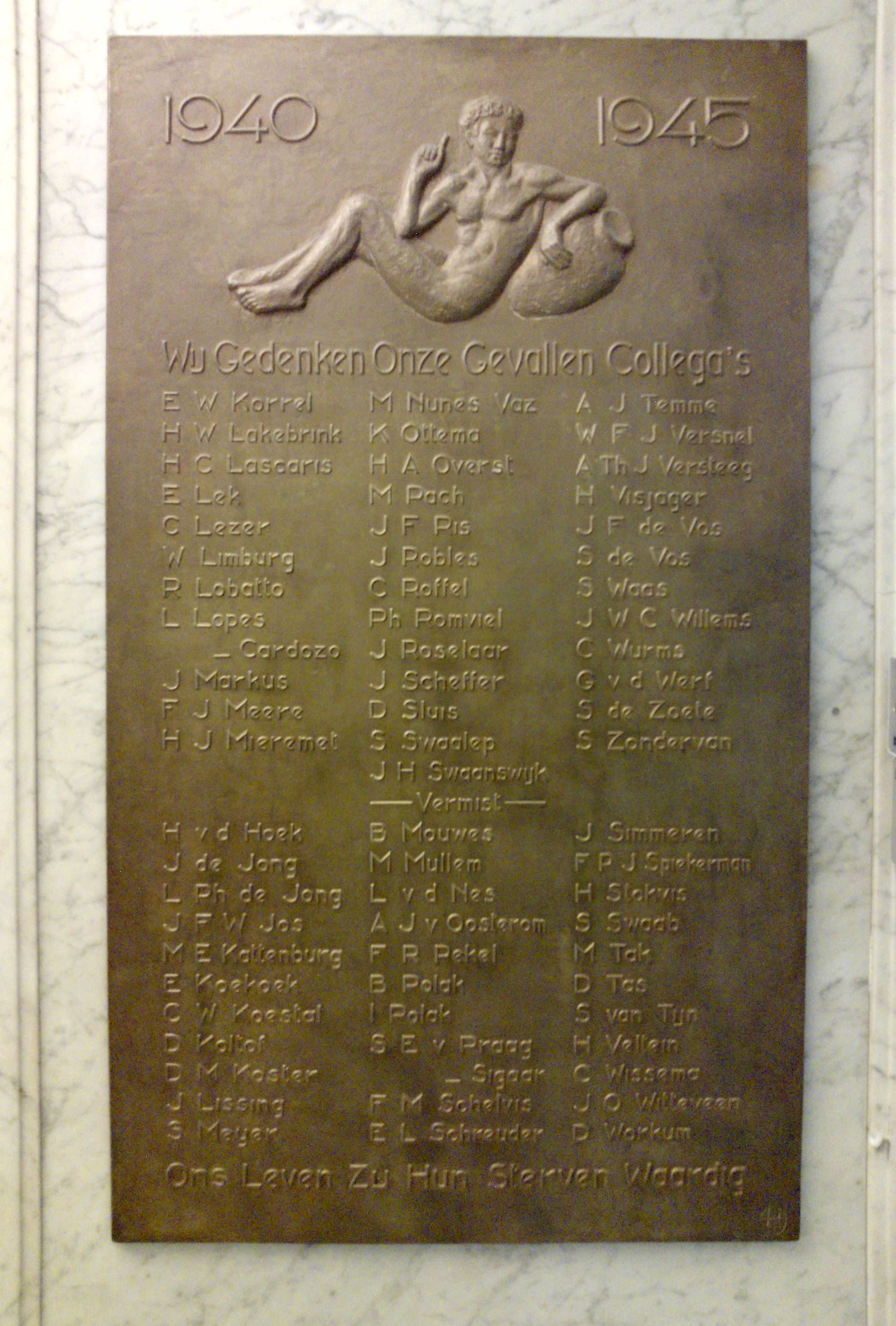
PTT-monument (1957), Singel, Amsterdam
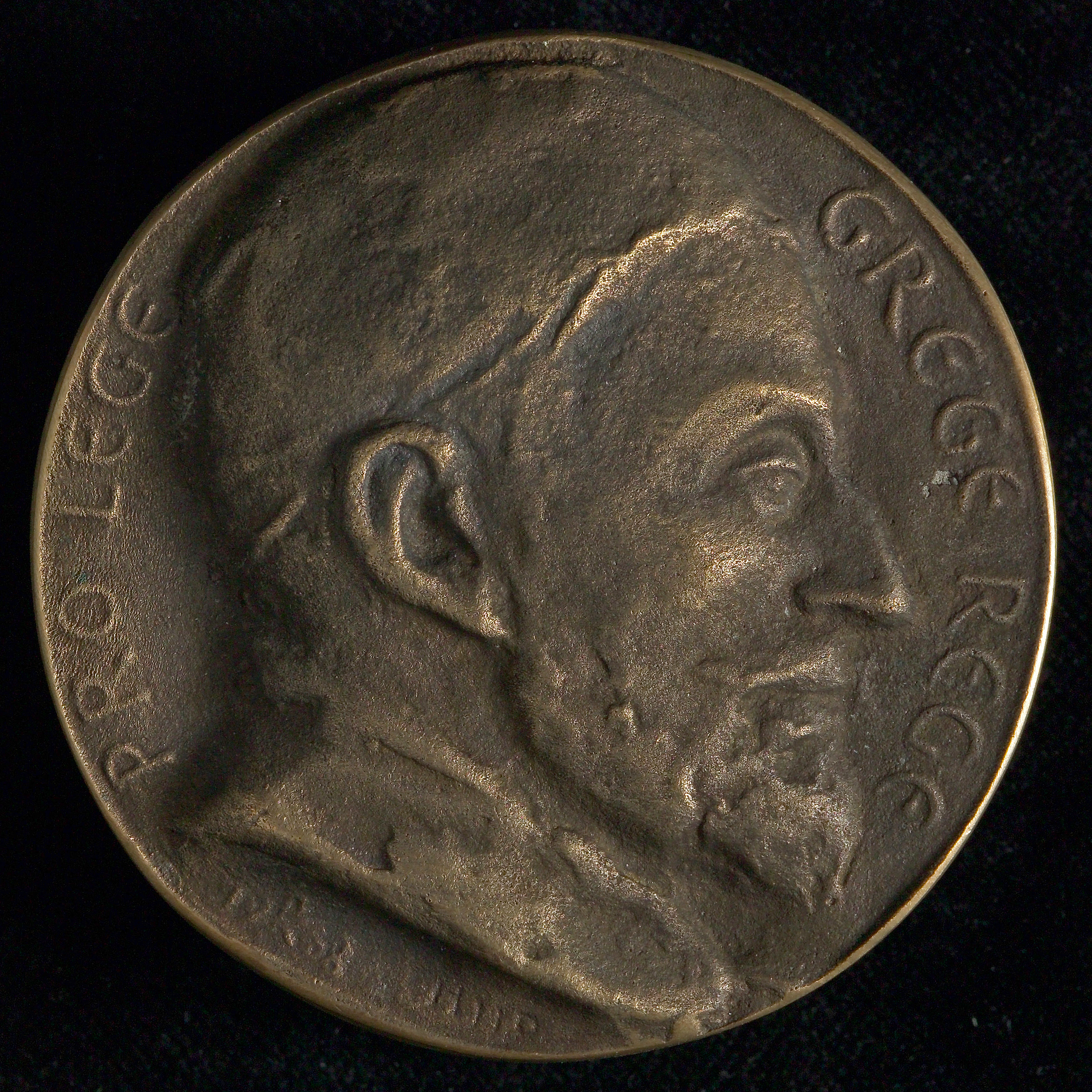
Penning op de herdenking van het begin van de Tachtigjarige Oorlog (1968)